# Henning Jensen (bokser, 1940'erne/1950'erne)
 Der er flere personer med dette navn, se Henning Jensen.
Henning Jensen (født ?? – død ??) var en dansk professionel bokser i bantamvægt. 
Som amatør vandt Henning Jensen det danske mesterskab i fluevægt i 1948. Året efter rykkede han op i bantamvægt hvor han i 1949 vandt DM. Samme år deltog Henning Jensen i Oslo europamesterskaberne for amatører, hvor han opnåede sølvmedalje. Han vandt igen DM i bantamvægt i 1950. 
Han debuterede som professionel den 17. august 1952 i Idrætsparken i København i en forkamp til Jørgen Johansens EM-kamp mod Duilo Loi. Henning Jensen blev matchet mod den stærke italiener Gavino Furesi, der med kun tre nederlag i sine 18 kampe var for stærk for Henning Jensen, der således tabte sin debutkamp. 
Henning Jensen blev måneden efter matchet mod en anden rutineret bokser, da han mødte tyskeren Willibald Koch. 2. kamp gik bedre, og Henning Jensen vandt sin først professionelle kamp, da han besejrede tyskeren på point. Hanning Jensen tabte dog sin 5. kamp som professionel, da han mødte den tyske mester i bantamvægt Rudi Langer, der besejrede Jensen på point. 
Sidste kamp i karrieren fandt sted den 1. oktober 1953, da han tabte på point til den franske fjervægter Mohamed Omari. 
Henning Jensen opnåede 10 professionelle kampe, hvoraf de 6 blev vundet, 3 tabt og én endte uafgjort. Alle kampe gik tiden ud. 